# Панков, Вадим Владимирович
Вади́м Влади́мирович Панко́в (30 сентября 1958, Лесной) — советский лыжник, выступавший на всесоюзном уровне в конце 1970-х — начале 1980-х годов. На соревнованиях представлял добровольное спортивное общество «Труд» и спортивный клуб «Факел», чемпион СССР, чемпион зимней Спартакиады народов СССР, победитель и призёр многих международных соревнований, мастер спорта СССР международного класса по лыжным гонкам.

## Биография
Вадим Панков родился 30 сентября 1958 года в городе Лесной Свердловской области. Учился в местной общеобразовательной школе № 64, затем работал слесарем механосборочных работ на комбинате «Электрохимприбор».
Серьёзно заниматься лыжным спортом начал с раннего детства, первое время проходил подготовку под руководством тренера А. И. Бурундукова, позже был подопечным известного в городе специалиста Геннадия Ивановича Шаврова. Уже на юниорском уровне имел некоторые успехи, в частности в возрасте пятнадцати лет стал обладателем первого спортивного разряда по лыжным гонкам. В 1978 году вошёл в сборную команду Свердловской области и одержал победу на зимней Спартакиаде народов СССР среди юниоров во всех дисциплинах, в которых принял участие. Тем самым выполнил норматив мастера спорта СССР.
Наибольшего успеха на взрослом всесоюзном уровне добился в сезоне 1980 года, когда попал в основной состав свердловского областного совета добровольного спортивного общества «Труд» и побывал на чемпионате СССР в Красноярске, где завоевал золотую медаль в индивидуальной гонке на 15 км, обогнав в том числе таких известных лыжников как Евгений Беляев и Василий Рочев. За это выдающееся достижение по итогам сезона удостоен почётного звания «Мастер спорта СССР международного класса».
В последующие годы выступал под руководством тренера В. Г. Яржинского. Впоследствии неоднократно побеждал на чемпионатах Свердловской области и на всесоюзных соревнованиях центрального совета ФиС. Участник и призёр международных соревнований в Италии, Австрии, Финляндии, Польше.
После завершения спортивной карьеры продолжил работу на комбинате «Уралхимприбор». Женат, двое его сыновей и дочь так же занимаются лыжными гонками, являются воспитанниками Специализированной детско-юношеской спортивной школы олимпийского резерва «Факел» в городе Лесном.